# Langlaufen op de Olympische Winterspelen 1928

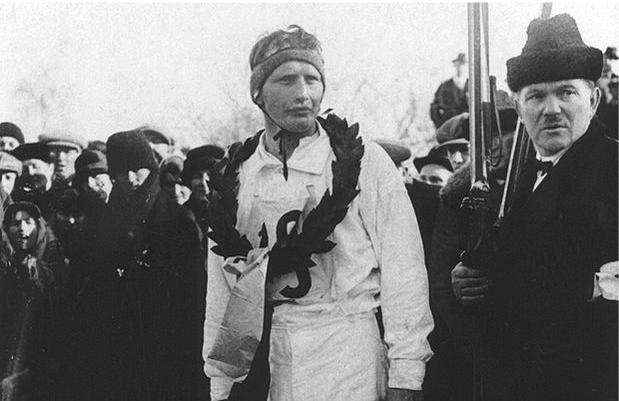
Per-Erik Hedlund tijdens de Winterspelen van 1928

Langlaufen is een van de sporten die beoefend werden tijdens de Olympische Winterspelen 1928 in St. Moritz.

## Heren

### 18 kilometer
| rang   | sporter(s)           | land | tijd    |
| ------ | -------------------- | ---- | ------- |
| Goud   | Johan Grøttumsbråten | NOR  | 1:37:01 |
| Zilver | Ole Hegge            | NOR  | 1:39:01 |
| Brons  | Reidar Ødegaard      | NOR  | 1:40:11 |
| 4      | Veli Saarinen        | FIN  | 1:40:57 |
| 5      | Hagbart Håkkonsen    | NOR  | 1:41:29 |
| 6      | Per-Erik Hedlund     | SWE  | 1:41:51 |
| 7      | Lars Jönsson         | SWE  | 1:41:59 |
| 7      | Martti Lappalainen   | FIN  | 1:41:59 |

### 50 kilometer
| rang   | sporter(s)        | land | tijd    |
| ------ | ----------------- | ---- | ------- |
| Goud   | Per-Erik Hedlund  | SWE  | 4:52:03 |
| Zilver | Gustaf Jonsson    | SWE  | 5:05:30 |
| Brons  | Volger Andersson  | SWE  | 5:05:46 |
| 4      | Olav Kjelbotn     | NOR  | 5:14:22 |
| 5      | Ole Hegge         | NOR  | 5:17:58 |
| 6      | Tauno Lappalainen | FIN  | 5:18:33 |
| 7      | Anders Ström      | SWE  | 5:21:54 |
| 8      | Johan Støa        | NOR  | 5:25:30 |

## Medaillespiegel
| rang | land      | goud | zilver | brons | totaal |
| ---- | --------- | ---- | ------ | ----- | ------ |
| 1    | Noorwegen | 1    | 1      | 1     | 3      |
| 1    | Zweden    | 1    | 1      | 1     | 3      |
|      |           | 2    | 2      | 2     | 6      |